# Mutinus caninus
Mutinus caninus (William Hudson ex Elias Magnus Fries, 1849) din încrengătura Basidiomycota în familia Phallaceae și de genul Mutinus este o ciupercă necomestibilă, numită în popor puța câinelui. Specia saprofită nu are o răspândire mare, având însă o perseverență spațială. Ea crește în România, Basarabia și Bucovina de Nord împrăștiat solitară, deseori în grupuri mici, atât în păduri de foioase cât și de conifere pe frunze sau ace de conifere în putrefacție de asemenea în grădini și parcuri, pe resturi lemnoase pe care le descompune, din iunie până în octombrie.

## Descriere

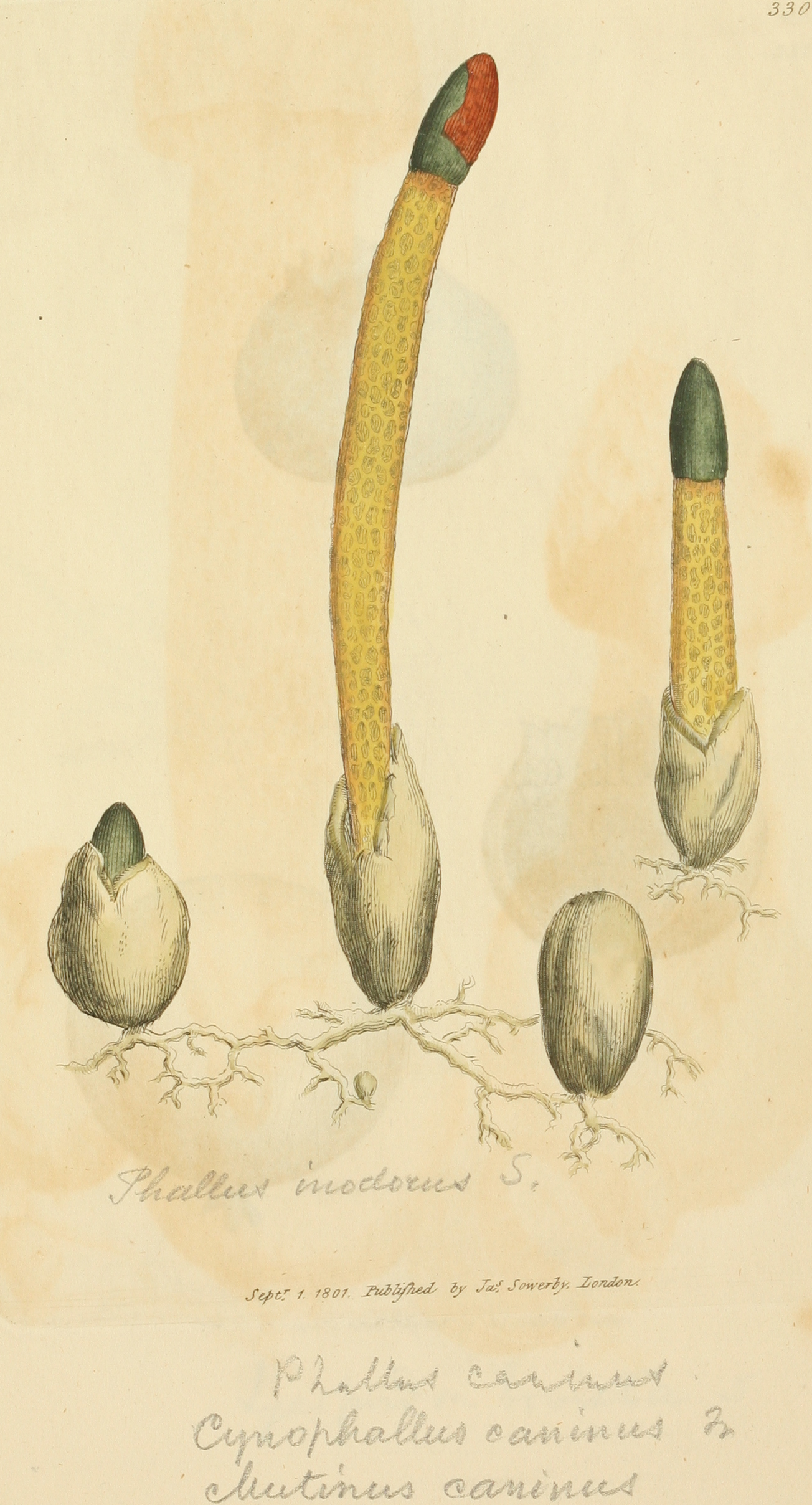

- Corpul fructifer: evoluția de la apariție până la descompunere durează nici măcar o zi. El este la început parțial îngropat sub pământ, ovoidal, de mărimea unui ou de porumbel, fiind în acest stadiu gelatinos, albicios-ocru și învelit de o peridie (coajă groasă). Apoi, vârful oului se despică, și după scurt timp se dezvoltă un burete cu un fel de pălărie (care este slab detașată de tulpină) cu picior și volvă. Pălăria conică are o lungime de 1,5-2 cm, o grosime maximală de 0,8-1,2 cm, fiind uneori găurită la vârf. Cuticula, îmbrăcată într-o glebă, este verucoasă, denivelată, cioturoasă, având un colorit viu roșiatic până roșu-portocaliu.
- Gleba cu sporii: conține sporii într-un strat vâscos, lipicios și verde-oliv care se întinde peste cuticulă fiind curând dispersat de către insecte.
- Piciorul: are o lungime de 7-12 cm și un diametru de 0,7-1,1 cm, este cilindric și îngustat fusiform spre bază, complet gol în interior, foarte fragil, spongios și cu ventricule foarte mici pe suprafața sa. La bază sfârșește într-o volvă gelatinoasă și destul de consistentă care se prelungește pe sub pământ ca rizomorfe (filamente de miceliu îngroșate), asemănând ceva unei rădăcini. Coloritul este inițial alb ca zăpada, apoi deseori și cu tonuri de gălbui-ocru.
- Carnea: deși în stadiu de ou de vrăjitoare fără miros și, cum se spune, de gust plăcut, ciuperca este prea neînsemnătoare pentru a fi consumată ca de exemplu specia înrudită mai mare Phallus impudicus în acest stadiu de dezvoltare. Mai târziu, carnea este foarte fragilă, destinsă de ventricule foarte fine. Ciuperca matură miroase dezgustător, asemănător excrementelor unei pisici. Această putoare atrage în primul rând brahicere (muști) care se așază pe glebă, luând ulterior cu sine sporii și ajutând astfel la răspândirea soiului.
- Caracteristici microscopice: are spori brun-măslinii, elipsoidali și netezi cu o mărime de 4–5 x 1,5–2,5 microni.[3][4]
- Reacții chimice: Puța câinelui nu reacționează cu nici un fel de soluții chimice.[5]

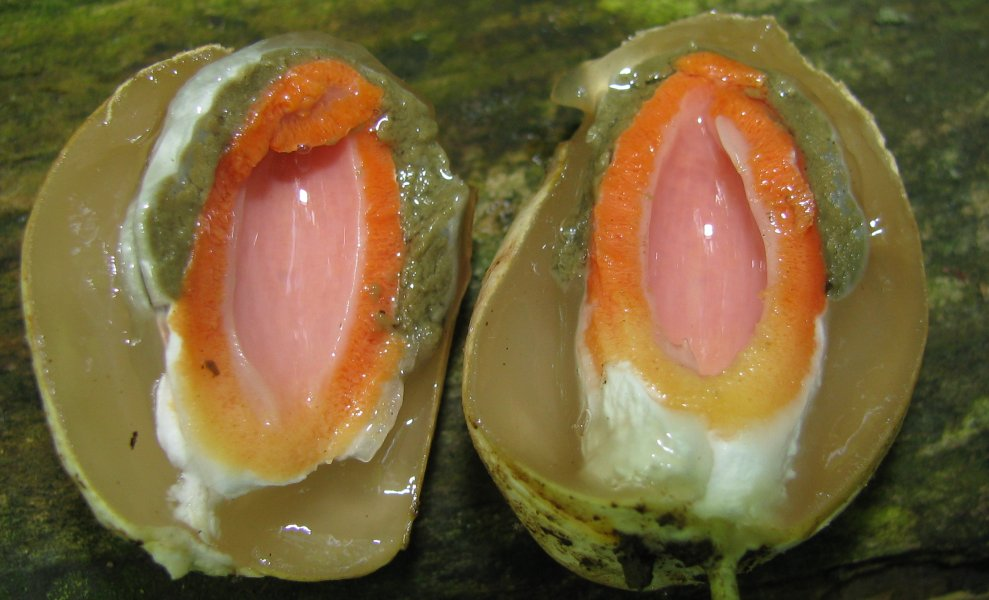
M. caninus tânăr în formă de ou
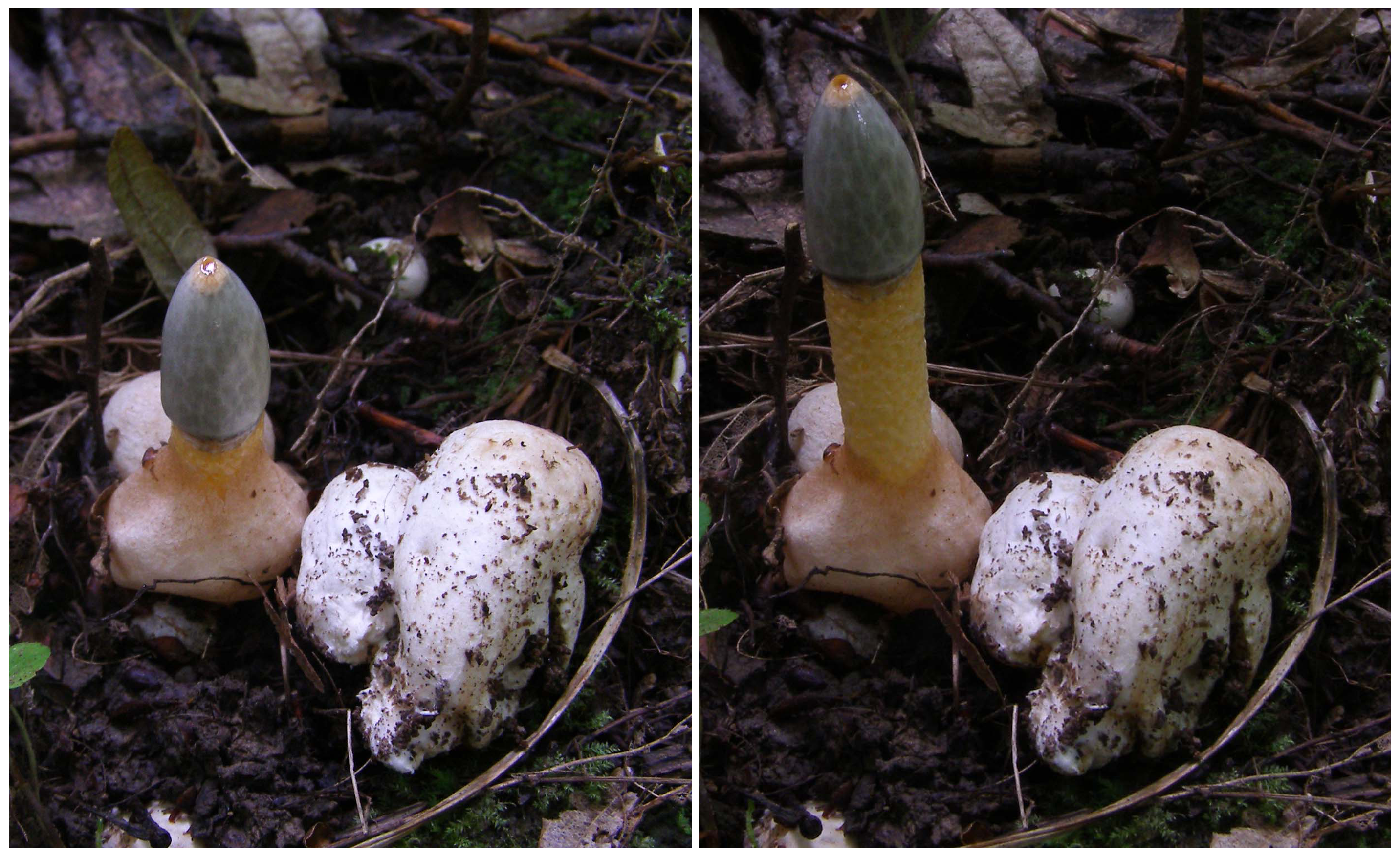
M. caninus în stadiu tânăr
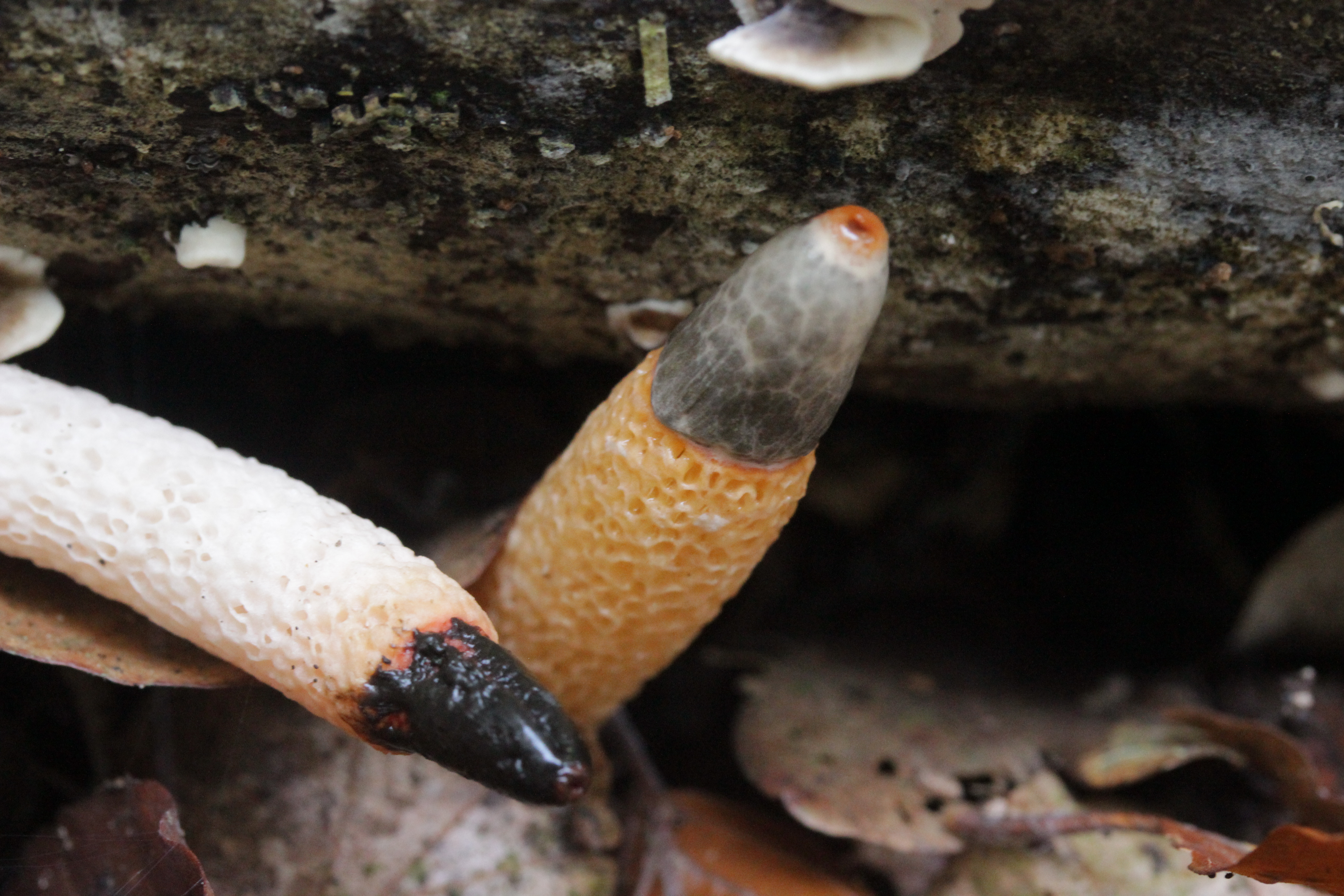
M. caninus tânăr și matur
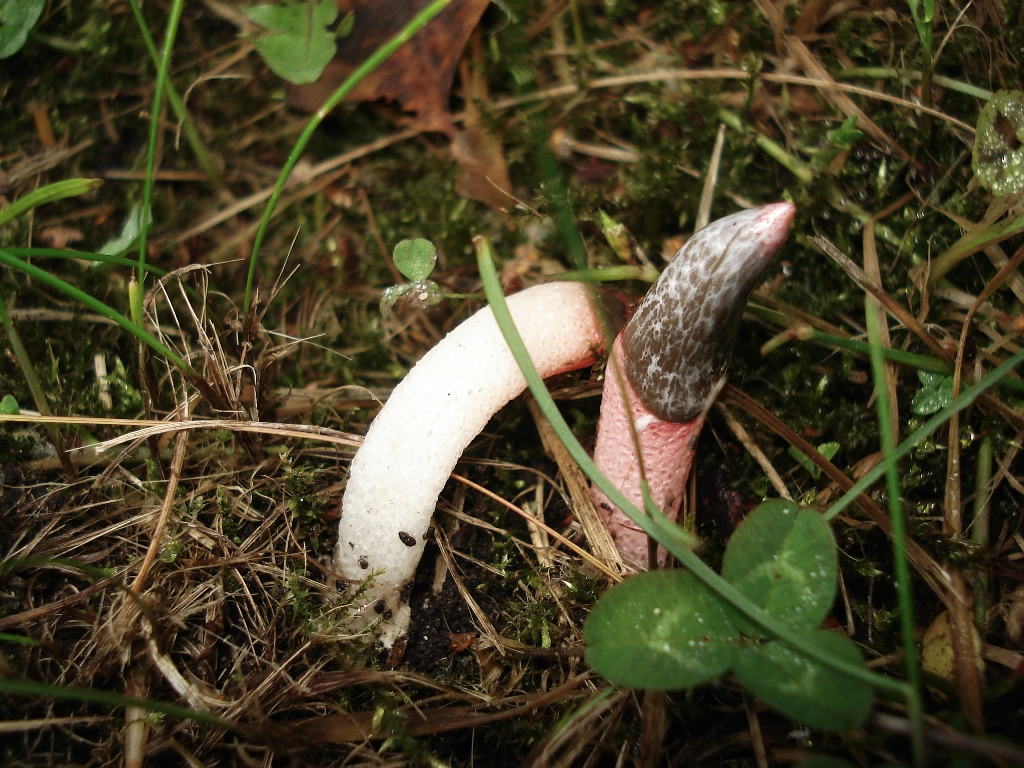
M. caninus bătrân

## Confuzii
Mutinus caninus poate fi confundat numai cu ciuperci aceluiași gen sau cu înruditul Phallus, aproape cu toate necomestibile, ca de exemplu: Mutinus borneensis, Mutinus elegans, Mutinus ravenelii, Phallus calongei,  Phallus hadriani, Phallus impudicus (tânăr comestibil), Phallus ravenelii. sau Phallus rubicundus

## Ciuperci asemănătoare

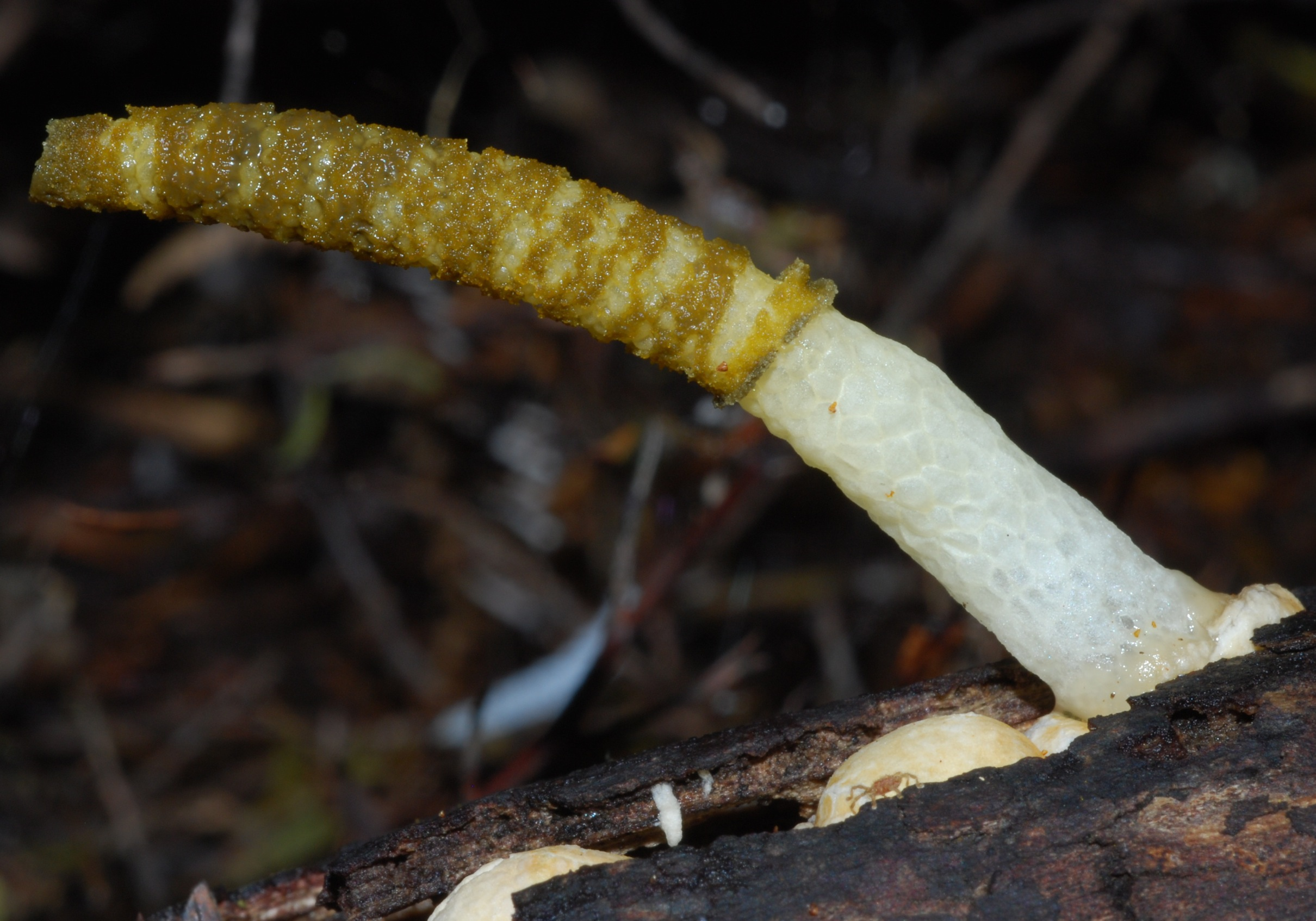
Mutinus borneensis
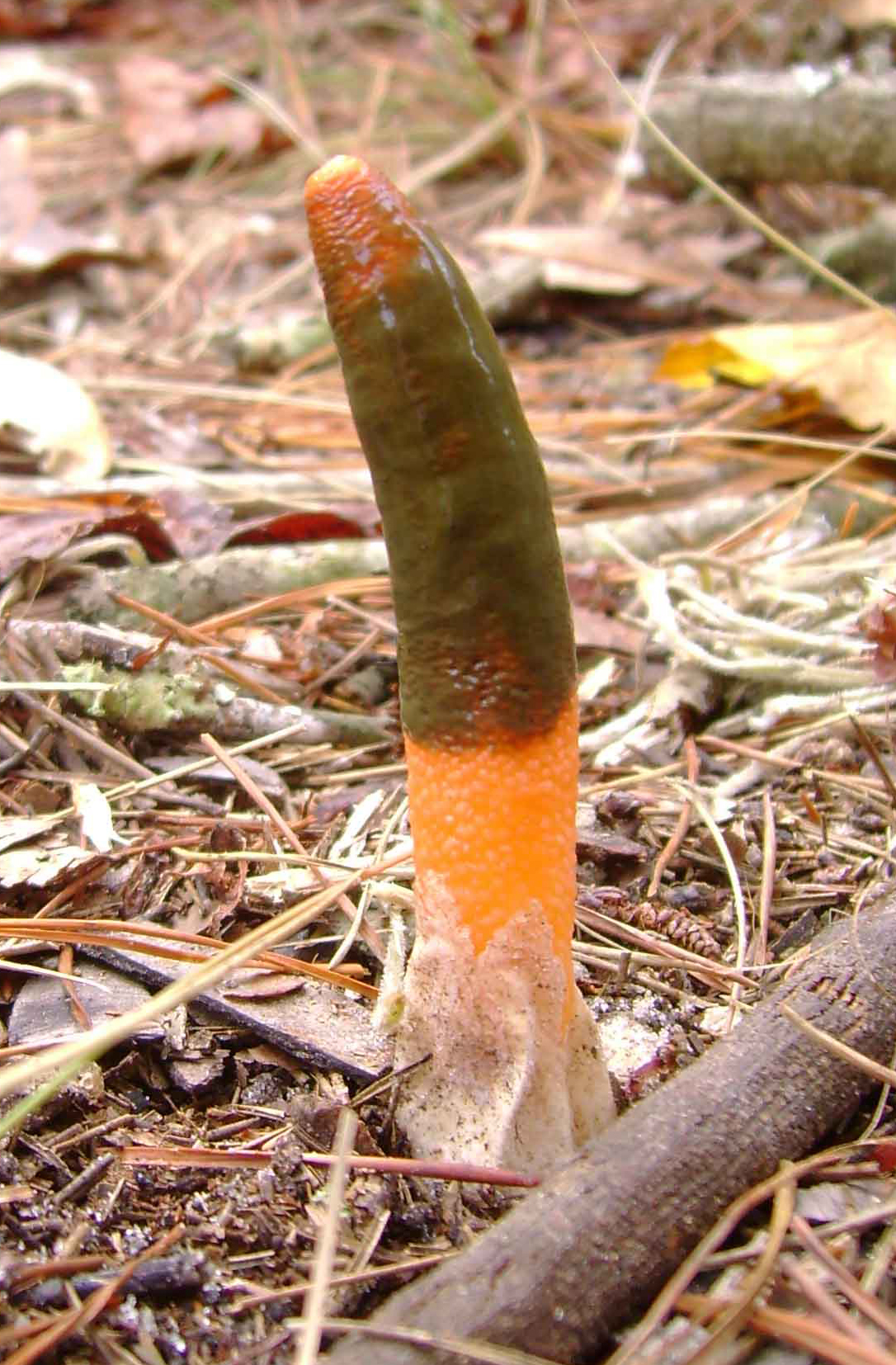
Mutinus elegans
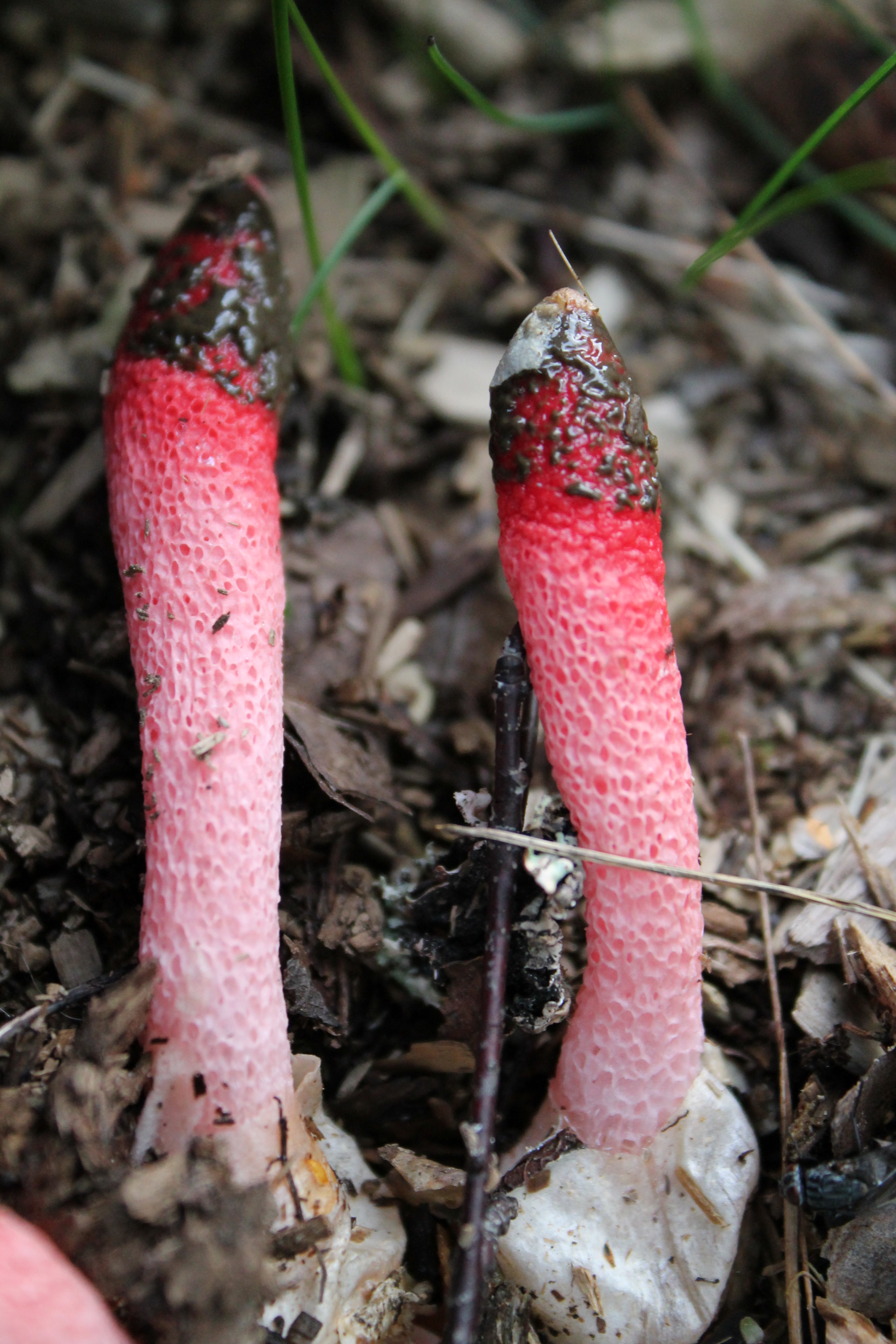
Mutinus ravenelii
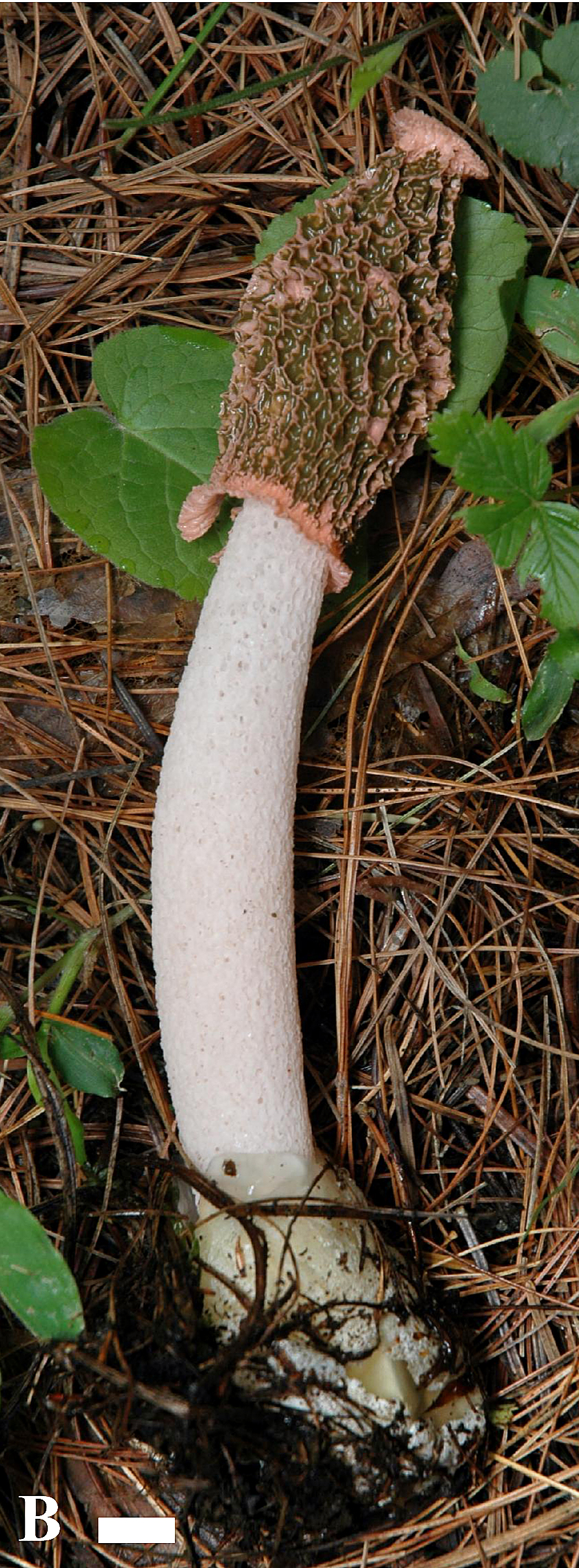
Phallus calongei
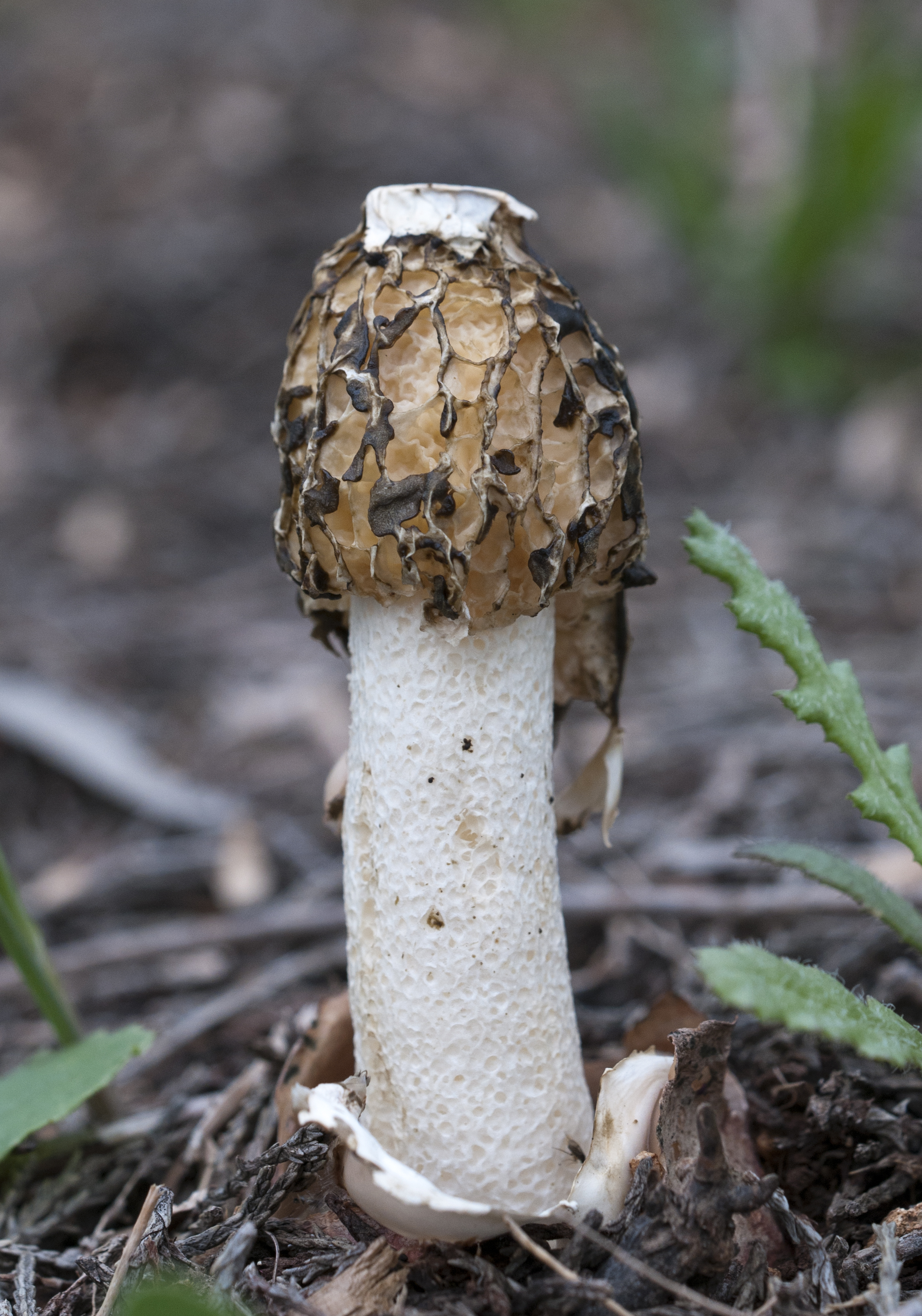
Phallus hadriani
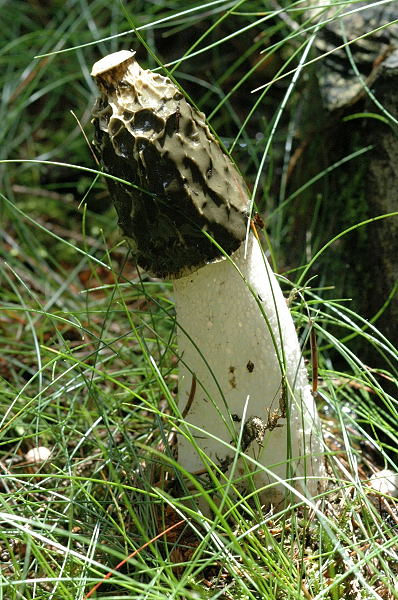
Phallus.impudicus
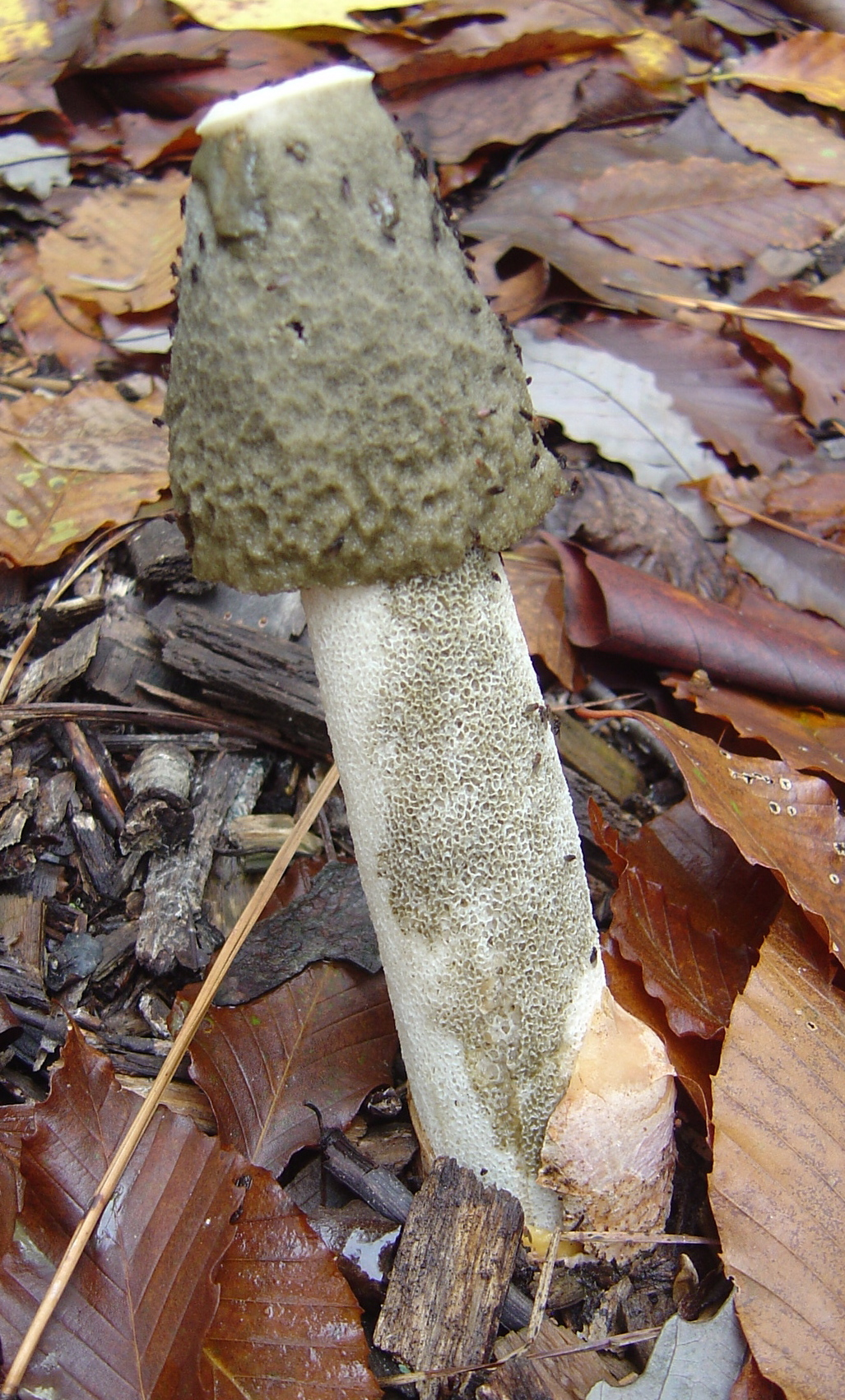
Phallus ravenelii
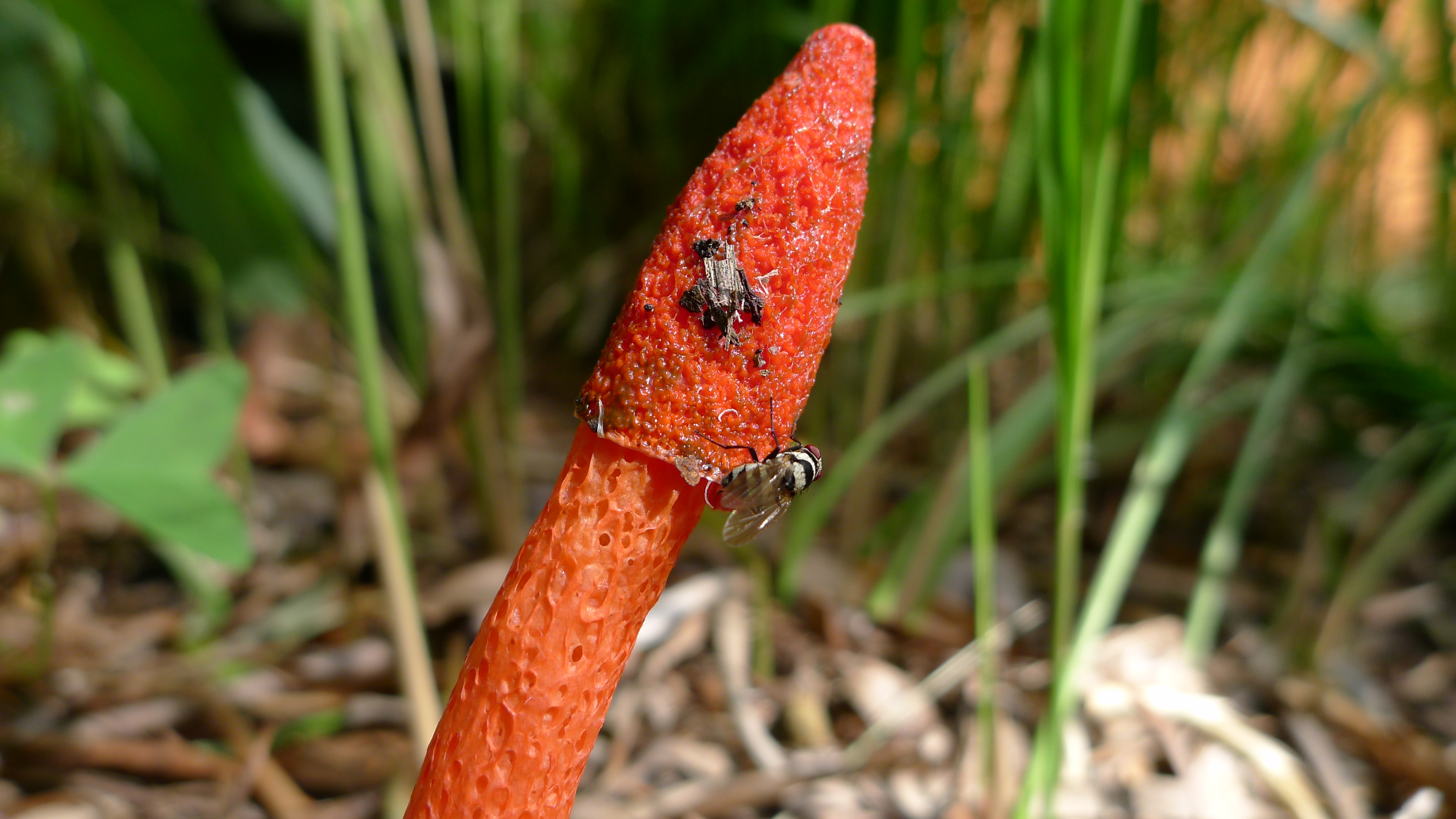
Phallus rubicundus

## Valorificare
Altfel ca la Phallus impudicus, buretele fiind comestibil în formă de ou prăjit sau chiar și crud, puța câinelui este, pentru că mai trebuie și decojită de peridie, prea mică și astfel fără însemnare culinară. Din cauza mirosului scârbos, ingerarea se interzice de sine. Totuși buretele (ca și ceilalți din această familie), să nu fie călcat cu picioarele sau rupt, pentru că este foarte valoros pentru descompunerea de material biologic mort și producerea de humus.

## Bibiliografie
- Marcel Bon: “Pareys Buch der Pilze”, Editura Kosmos, Halberstadt 2012, ISBN 978-3-440-13447-4
- Bruno Cetto: „Der große Pilzführer”, vol. 1-3, vezi sub "Note"
- Rose Marie Dähncke și Sabine Maria Dähncke: „700 Pilze in Farbfotos”, Editura AT Verlag, Aarau - Stuttgart 1979 și 1980, ISBN 3-85502-0450
- Rose Marie sia Sabine Maria Dähncke: „Pilze”, Editura Silva, Zürich 1986
- Jean-Louis Lamaison & Jean-Marie Polese: „Der große Pilzatlas“, Editura Tandem Verlag GmbH, Potsdam 2012, ISBN 978-3-8427-0483-1
- Hans E. Laux: „Der große Pilzführer, Editura Kosmos, Halberstadt 2001, ISBN 978-3-440-14530-2
- Gustav Lindau: „Kryptogamenflora für Anfänger – Die höheren Pilze”, vol. 1, ediția a 2-a, Editura Springer-Verlag GmbH, Berlin – Heidelberg 1917
- Meinhard Michael Moser: „Röhrlinge und Blätterpilze - Kleine Kryptogamenflora Mitteleuropas” ediția a 5-ea, vol. 2, Editura Gustav Fischer, Stuttgart 1983